# Auce
Auce (deutsch: Alt-Autz) ist eine Stadt im südlichen Westen Lettlands, gelegen in Semgallen (Zemgale) nahe der Grenze zu Litauen. 

## Geschichte
1426 wurde erstmals ein Owcze schriftlich erwähnt. 1576 wurde Alt-Autz von den Gütern des ersten Besitzers Johann von Bremen abgeteilt. Seit 1667 bestand eine Kirche. Die Gutsgebäude wurden im 19. Jahrhundert stark erweitert. 1920 war hier eine Versuchsstation der Universität Lettlands. 1924 wurde Auce das Stadtrecht zugesprochen. Im Jahr 2022 waren 2.160 Einwohner gemeldet.
Von 2009 bis 2021 war Auce Verwaltungssitz eines gleichnamigen Bezirks, der anschließend im Bezirk Dobele aufging.

## Sehenswürdigkeiten
- Schloss Alt-Autz: Der neugotische Bau wurde von 1841 bis 1845 im Auftrag des Grafen Medem nach Plänen des Architekten Friedrich August Stüler errichtet. Der Turm wurde später angebaut. Das Schloss umgibt ein 13 Hektar großer Park mit einem klassizistischen Gärtnerhaus aus dem 19. Jahrhundert.
- Rathaus aus dem 19. Jahrhundert
- Lutherische Kirche Vecauce, erbaut 1744, 1866 erweitert

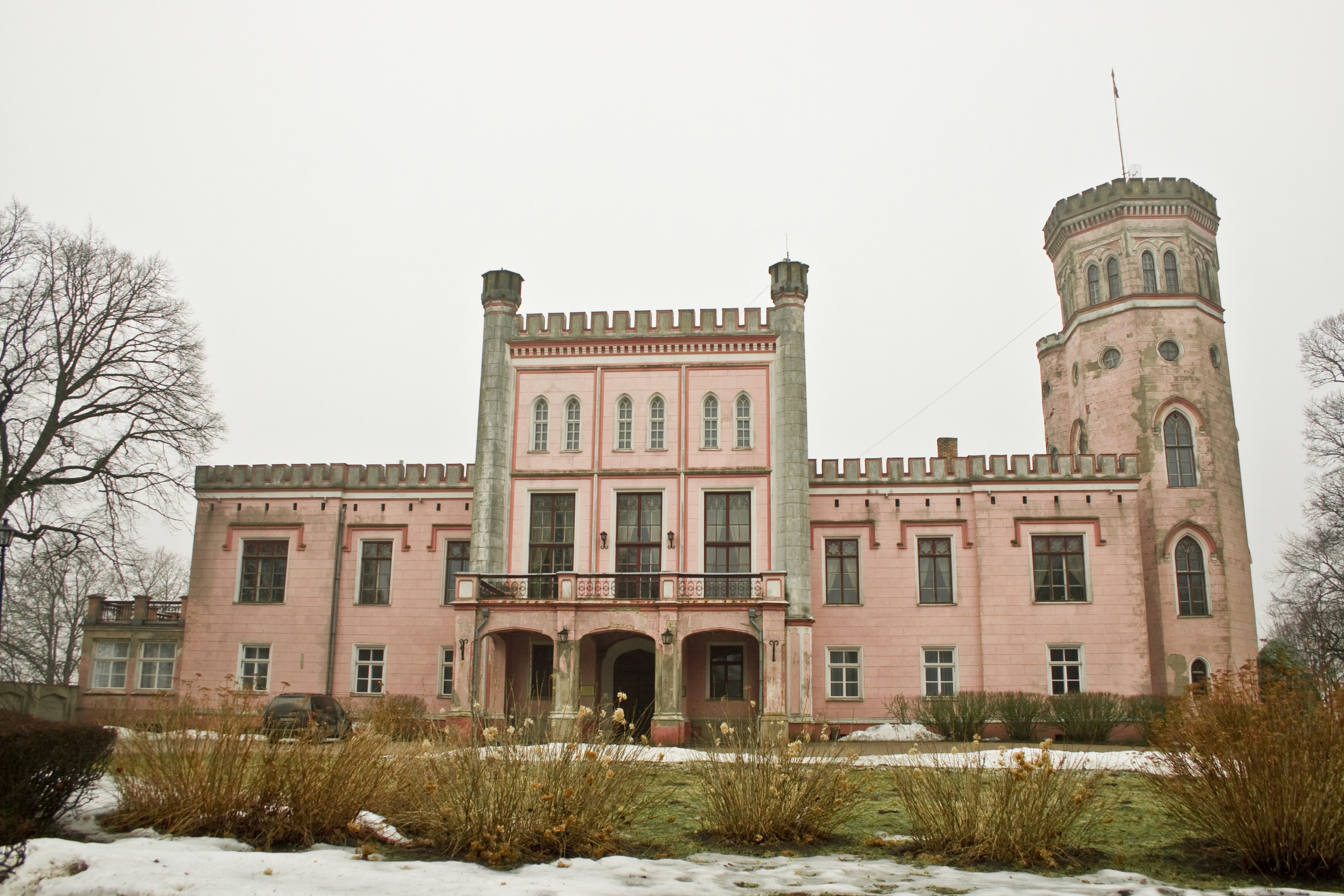
Schloss Alt-Autz
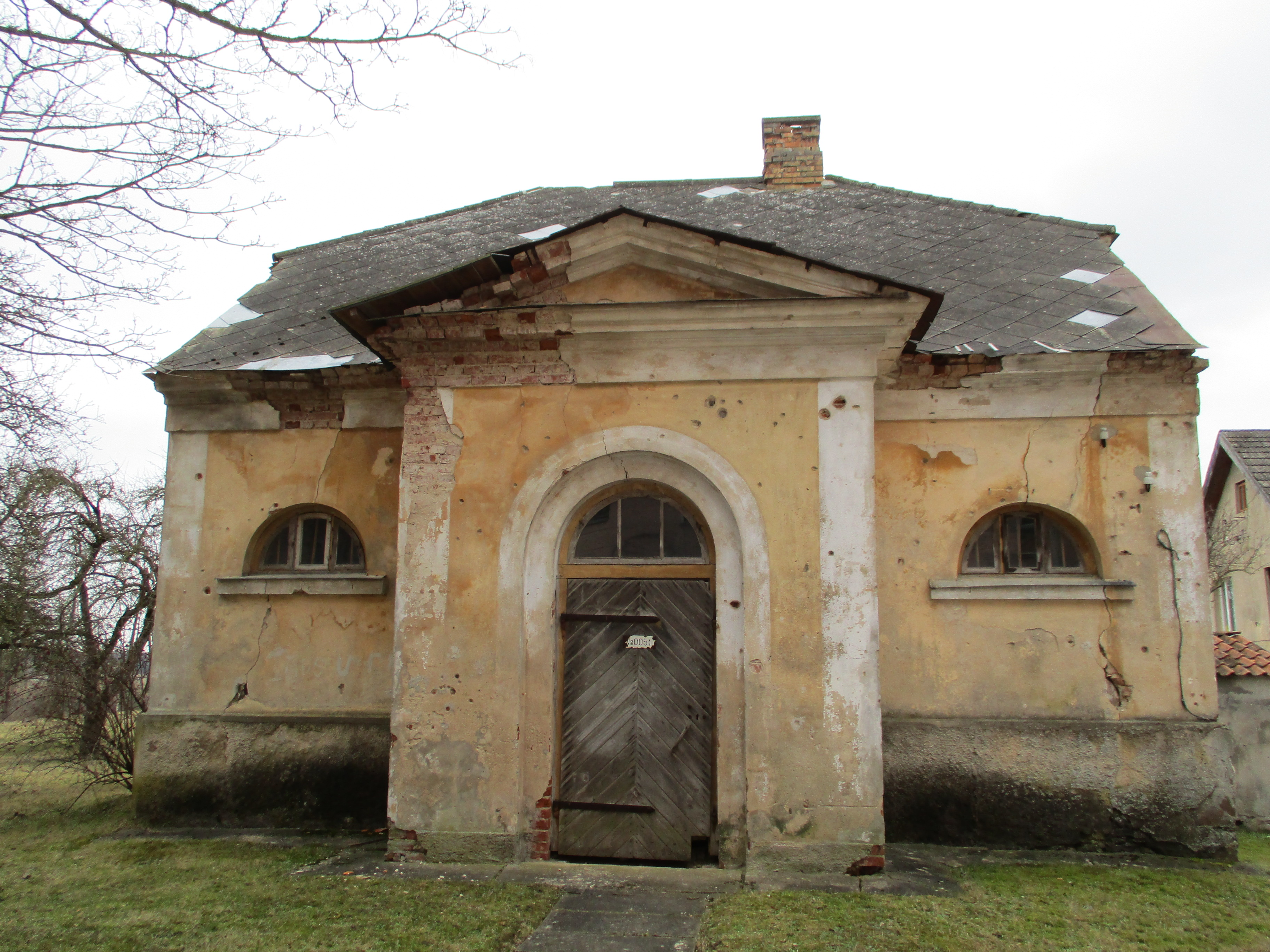
Gärtnerhaus des Schlosses
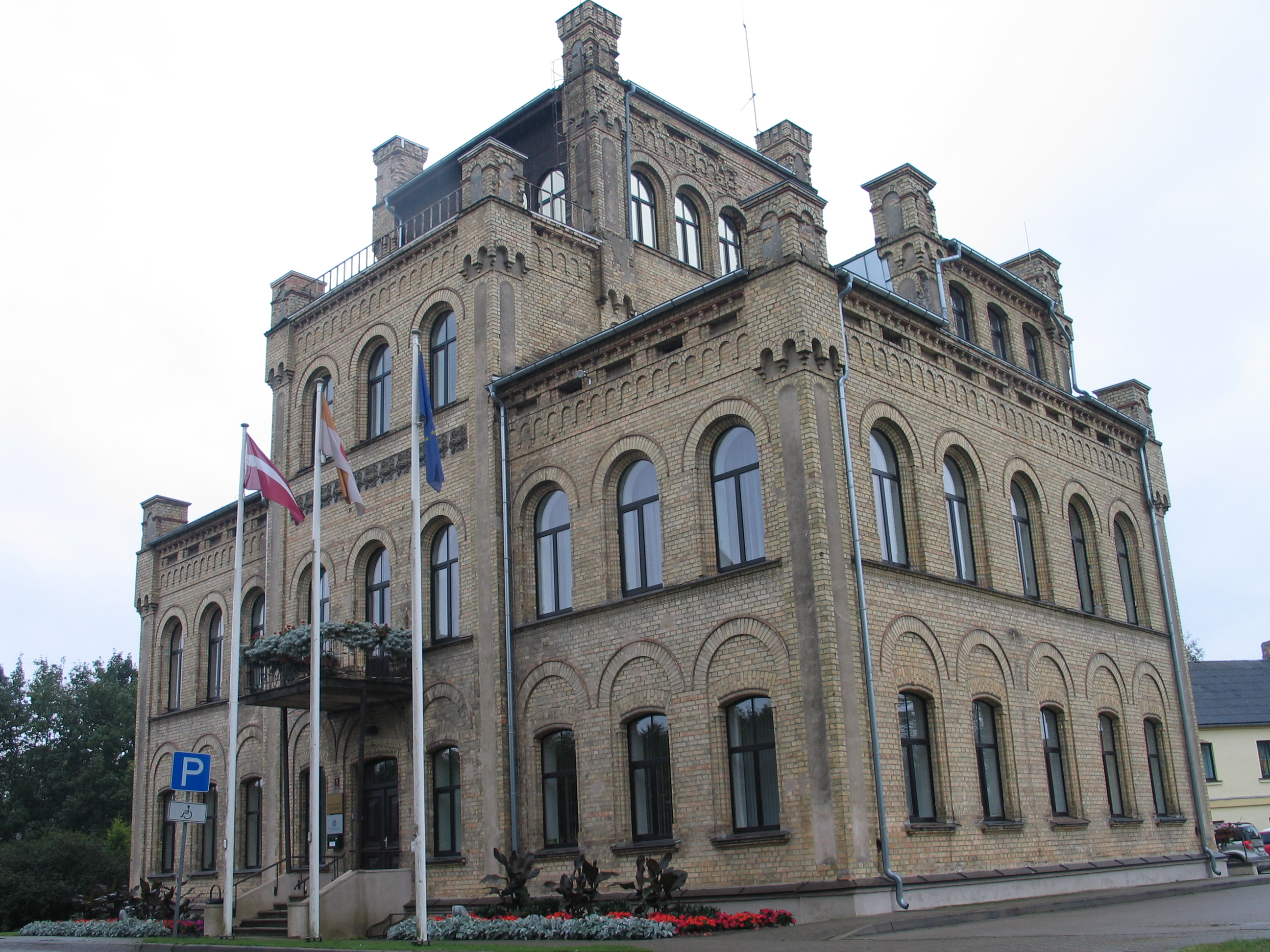
Rathaus Auce
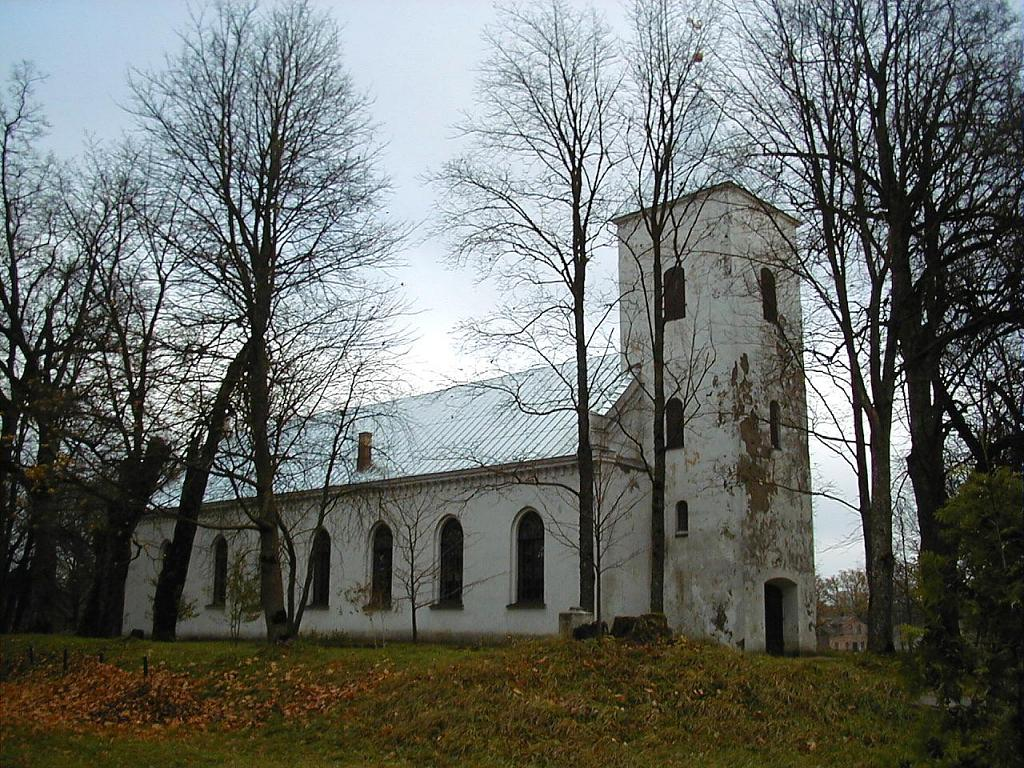
Lutherische Kirche Auce
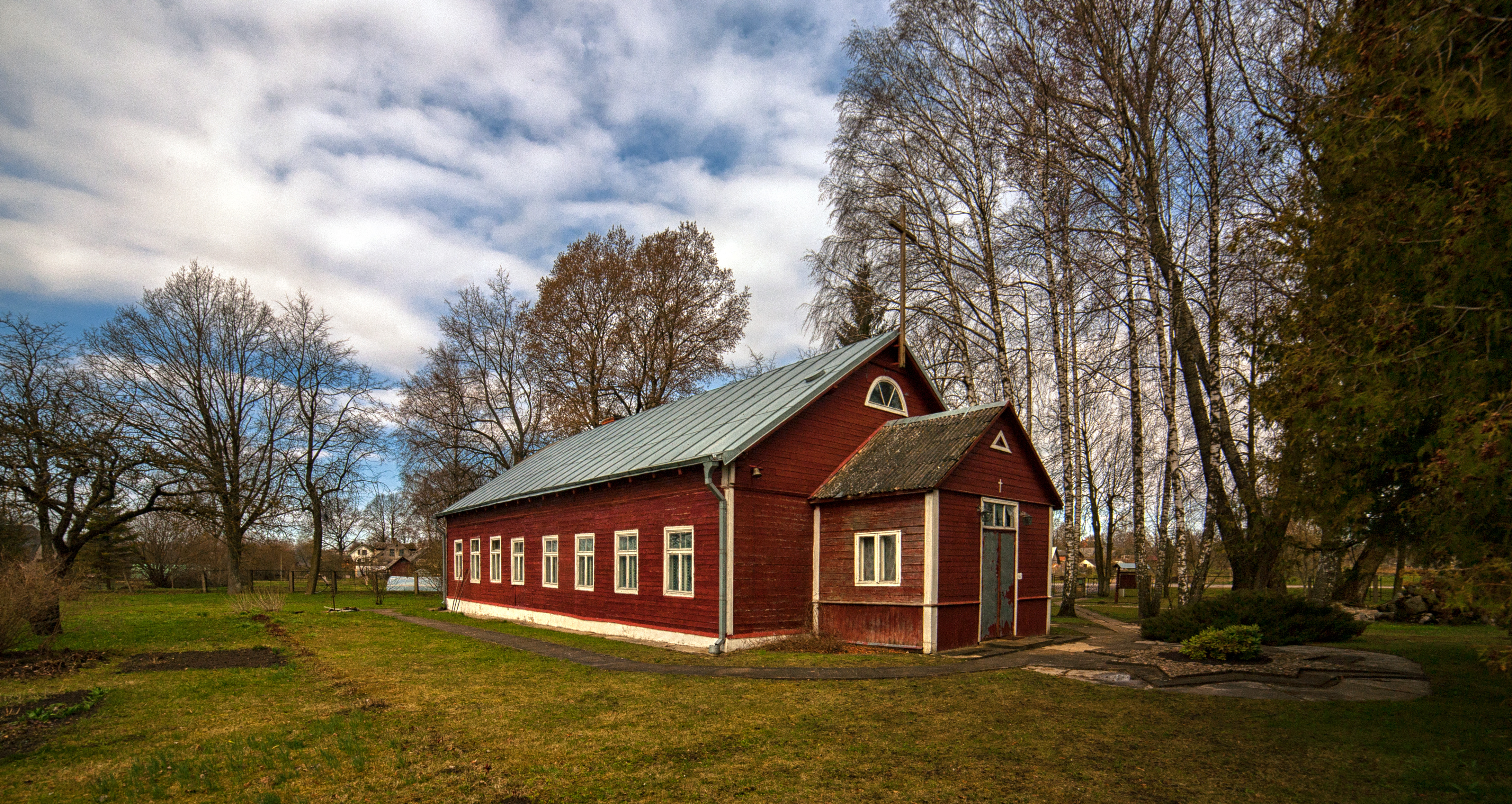
Katholische Kirche Auce

## Personen, die vor Ort gewirkt haben
- Kurt Tucholsky (1890–1935), deutscher Journalist und Schriftsteller, leistete von 1915 bis 1917 Wehrdienst in der Artillerie-Fliegerschule Ost I in Alt-Autz und lernte hier seine zweite Ehefrau Mary Gerold (1898–1987) kennen.
- Erhard Milch (1892–1972), deutscher Offizier, war im Spätherbst 1916 Adjutant des Schulkommandeurs der Artillerie-Fliegerschule Ost I im Range eines Oberleutnants.